# 영국의 장애
영국의 장애는 다양한 질환과 경험을 포괄하며 수백만 명의 삶에 깊은 영향을 미친다. 2010년 평등법에 따라 신체적 또는 정신적 장애로 정의되며, 정상적인 일상 활동을 수행하는 개인의 능력에 실질적이고 장기적인 악영향을 미치는 신체적, 정신적 장애로 정의되며, 인구 통계, 법률, 의료, 고용, 문화 등 다양한 삶의 측면을 포괄한다. 정책 및 사회적 태도의 수많은 발전에도 불구하고 장애인은 종종 고유한 도전과 격차에 직면한다.